# Марна Ноуа (Сату Маре)
Марна Ноуа (рум. Marna Nouă) насеље је у Румунији у округу Сату Маре у општини Санислау. Oпштина се налази на надморској висини од 136 m.

## Становништво
Према подацима из 2002. године у насељу је живело 355 становника, од којих су сви румунске националности.